# Ефект на Джаул-Томсън
Ефектът на Джаул-Томсън е промяната в температурата на газ при неговото адиабатно свободно разширение. Ефектът е наречен на физиците Джеймс Джаул и Уилям Томсън, които го откриват през 1852 година.
Адиабатното разширение на газ може да протича по няколко начина. Ако процесът е обратим (газът е в термодинамично равновесие през цялото време), ентропията на системата е постоянна, газът извършва положителна механична работа при разширението си и температурата му намалява.
От друга страна, при адиабатното свободно разширение газът не извършва работа и постоянна остава енталпията на системата. В този случай температурата на идеален газ би останала постоянна, но при реалните газове се наблюдава ефектът на Джаул-Томсън - температурата на газа може да нарасне или намалее, в зависимост от неговата начална температура и налягане.